# Parade House
A Parade House egykori fogadó, ma lakóépület a walesi Monmouth központjában, a Monk Streeten. Az épület II. kategóriás brit műemléknek (British Listed Building) számít. A három szintes épület a 18. században épült gótikus stílusjegyekkel, díszlépcsővel és kontytetővel.

## Története
Az épület eredetileg Harp Inn néven fogadó volt. 1801-ben még két részből állt. A 19. század közepén alakíttatta át mai formájára egy helyi bankár. 1839-1840-ben itt lakott Harrison Powell kapitány, aki a chartisták (John Frost és társai) tárgyalásán az esküdtszék tagja volt.
1915-ben az épületet a Vöröskereszt használta kórházként, az első világháború sebesültjeinek lábadozójaként. 1915 és 1919 között 1422 sebesültet ápoltak a kórházban. Az épület 1974. augusztus 15 óta számít műemléképületnel. 2012 óta az épület ápoló otthonként és lakóházként üzemel.

## Fordítás
- Ez a szócikk részben vagy egészben  a   Parade House, Monmouth című angol Wikipédia-szócikk ezen változatának fordításán alapul.  Az eredeti cikk szerkesztőit annak laptörténete sorolja fel. Ez a jelzés csupán a megfogalmazás eredetét és a szerzői jogokat jelzi, nem szolgál a cikkben szereplő információk forrásmegjelöléseként.